# Edwin Ubiles
Edwin Ubiles (Brooklyn, Nueva York, 26 de noviembre de 1986) es un jugador de baloncesto estadounidense, de ascendencia puertorriqueña. que se encuentra sin equipo. Con 1,98 metros de estatura, juega en la posición de escolta.

## Trayectoria deportiva

### Universidad
Jugó durante cuatro temporadas con los Saints del Siena College, en las que promedió 14,8 puntos, 4,3 rebotes y 2,1 asistencias por partido. En su primera temporada fue elegido co-rookie del año junto con Frank Turner de Canisius, y en las dos temporadas siguientes en el mejor quinteto de la Metro Atlantic Athletic Conference, haciéndolo en el segundo en su temporada senior. Acabó su carrera con 1.939 puntos, la tercera mejor marca de la historia de los Saints.

### Selección nacional
En 2011 fue convocado por la selección de Puerto Rico para disputar los Juegos Panamericanos que se celebraron en Guadalajara (México), donde obtuvieron la medalla de oro, derrotando en la final a México por 74-72, logrando 6 puntos y 7 rebotes en ese partido.

### Profesional
Tras no ser elegido en el Draft de la NBA de 2010, comenzó su carrera profesional en los Indios de Mayagüez de la liga de Puerto Rico, promediando 4,8 puntos y 2,8 rebotes por partido. En el mes de noviembre fichó por los Dakota Wizards de la NBA D-League, donde jugó 35 partidos, en los que promedió 20,4 puntos y 3,8 rebotes.
En marzo de 2012 firmó un contrato de 10 días por los Washington Wizards de la NBA, convirtiéndose en el primer jugador del Siena College en jugar en la liga profesional. Una vez que su contrato expiró, regresó a Dakota Wizards.

## Vida personal
Ubiles tiene dos hijas gemelas, Laila y Thalia.